# Військовий однострій
Військо́вий однострі́й або військо́ва уніфо́рма — одноманітний за конструкцією і регламентований на вигляд одяг військовослужбовців. Він показує приналежність воїна до тих або інших збройних сил, а при розміщенні на ньому знаків розрізнення дає можливість визначити вид збройних сил, рід військ, службову категорію і військове звання військовослужбовця. Історично однострої були одним з основних способів бойової ідентифікації союзних та ворожих сил. 
Військова форма протягом століть зазнала значних змін — від барвистого та вишуканого орнаментованого одягу до 19 століття до утилітарної камуфляжної форми для польових та бойових цілей з часів Першої світової війни (1914—1918). Військовий однострій у формі стандартизованого та характерного одягу, призначеного для ідентифікації та демонстрації, як правило, є ознакою організованих військових сил, спорядженими центральними органами влади. 
Військова форма відрізняється не лише залежно від військових частин, та, як правило, також використовується при різних рівнях офіційності згідно із дрес-кодами: мундир для офіційного вбрання, парадна форма для ділового стилю, службова форма для неофіційного одягу, та бойова форма, для повсякденного носіння.
Військова форма одягу має велике значення в організації військ, веденні ними бойових дій, підтримці в армії і на флоті статутного військового порядку.

## Галерея

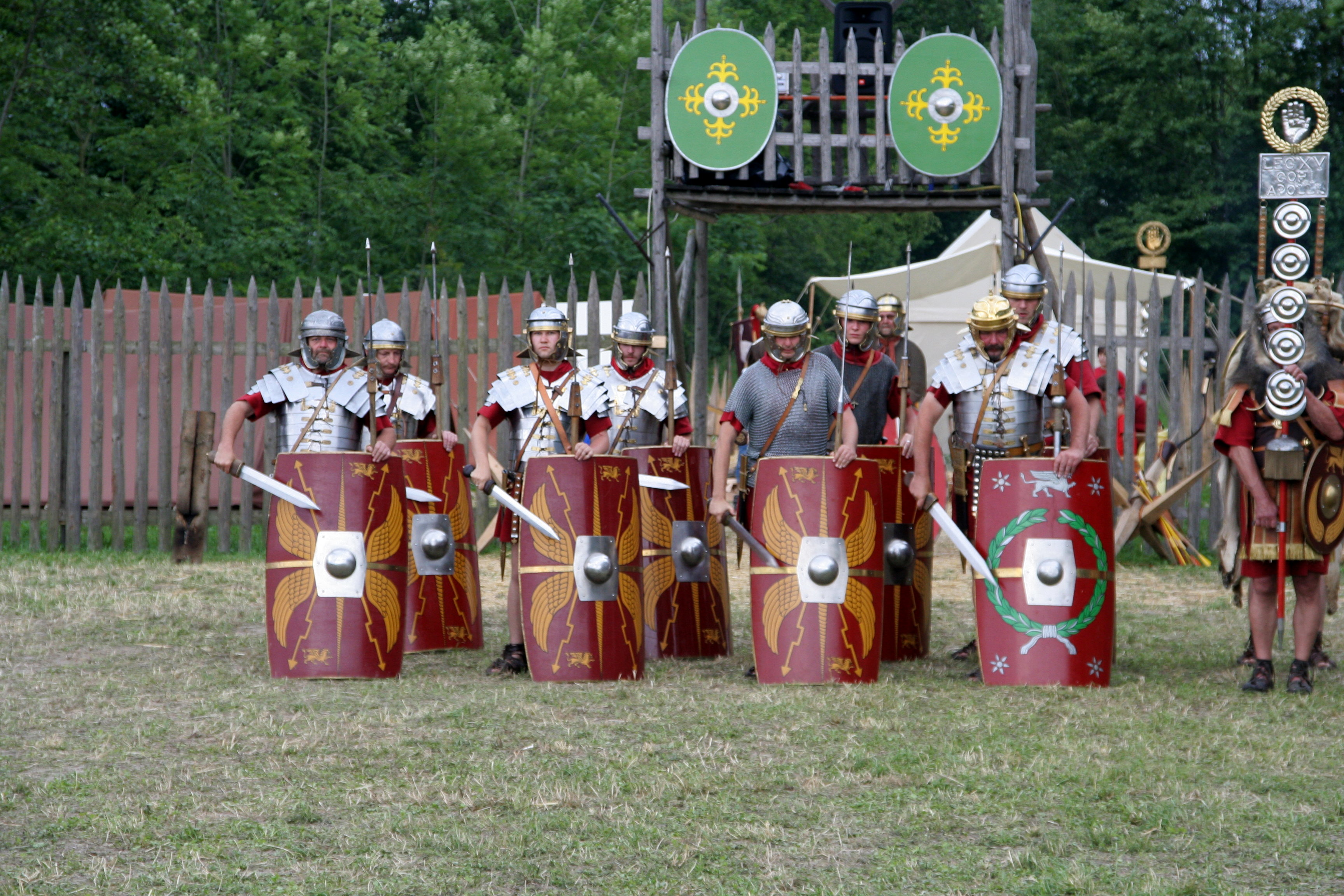
Римські воїни (70 рік, сучасна реконструкція)
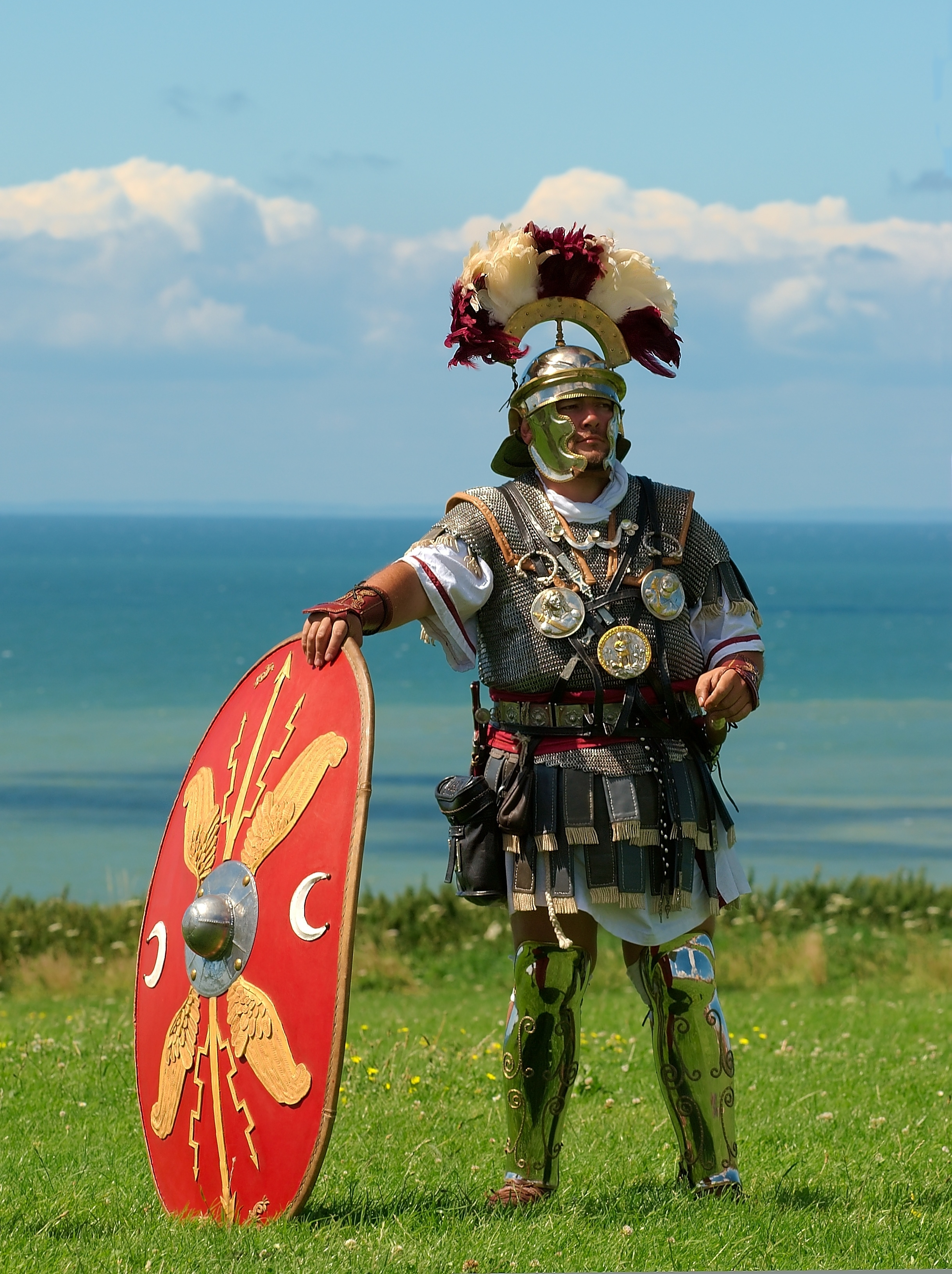
Центуріон Римської імперії (реконструкція)
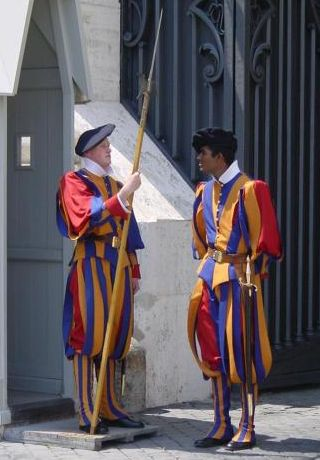
Форма швейцарських гвардійців, одна з найдавніших уніформ в світі
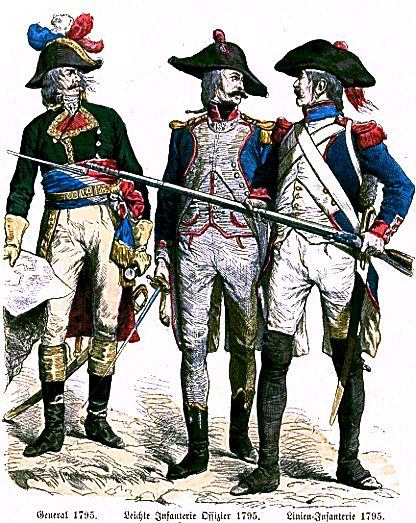
Військова форма французьких генерала, офіцера та солдата часів французької революції (1795)
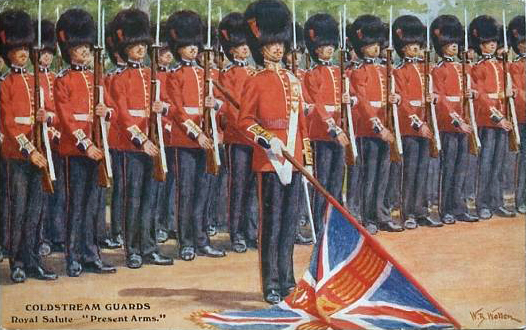
Червоні кітелі Колдстримської гвардії (Coldstream Guards) британської піхоти (картина Вільяма Барнса Воллена)
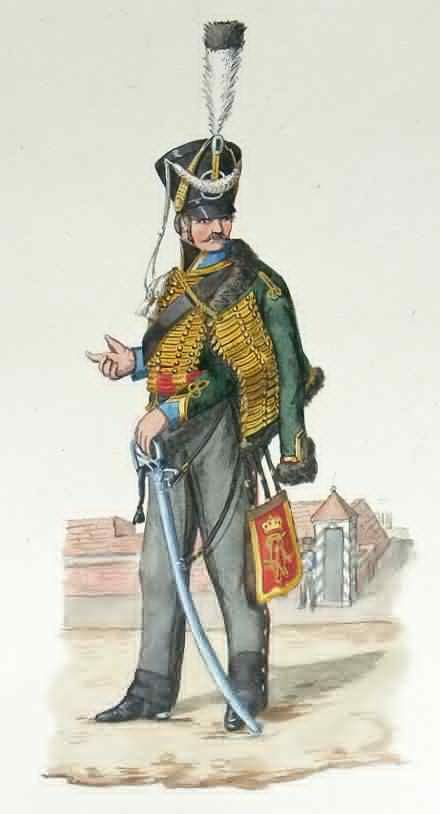
Форма одягу прусського легкого кавалериста (1813—1815)
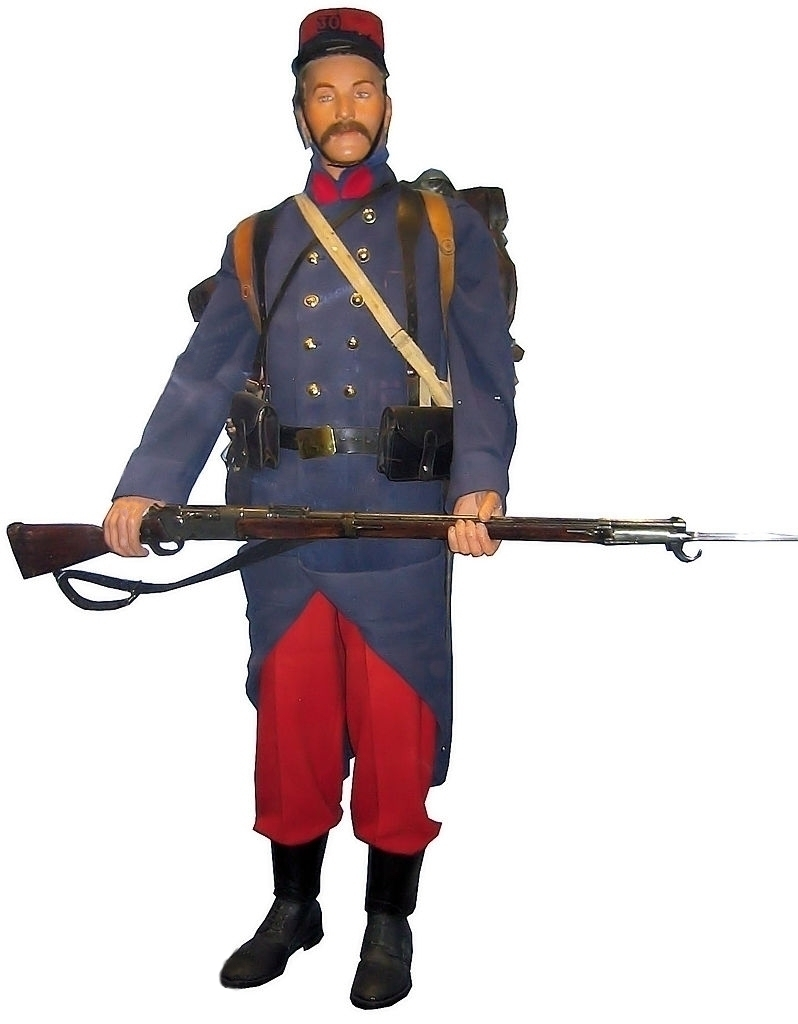
Французька уніформа (1870—1914)
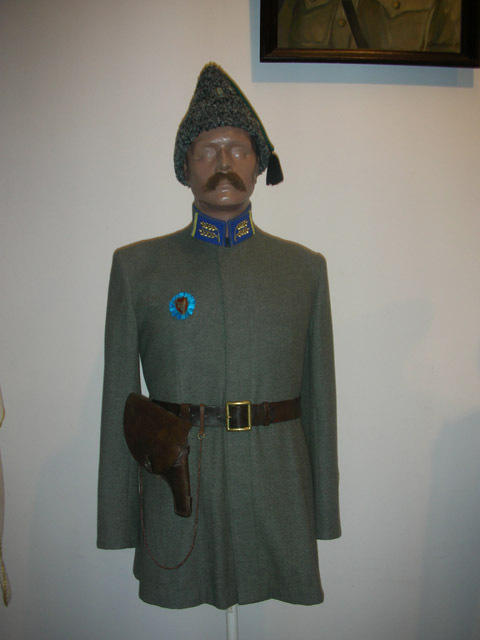
Однострій поручника Сірожупанної дивізії
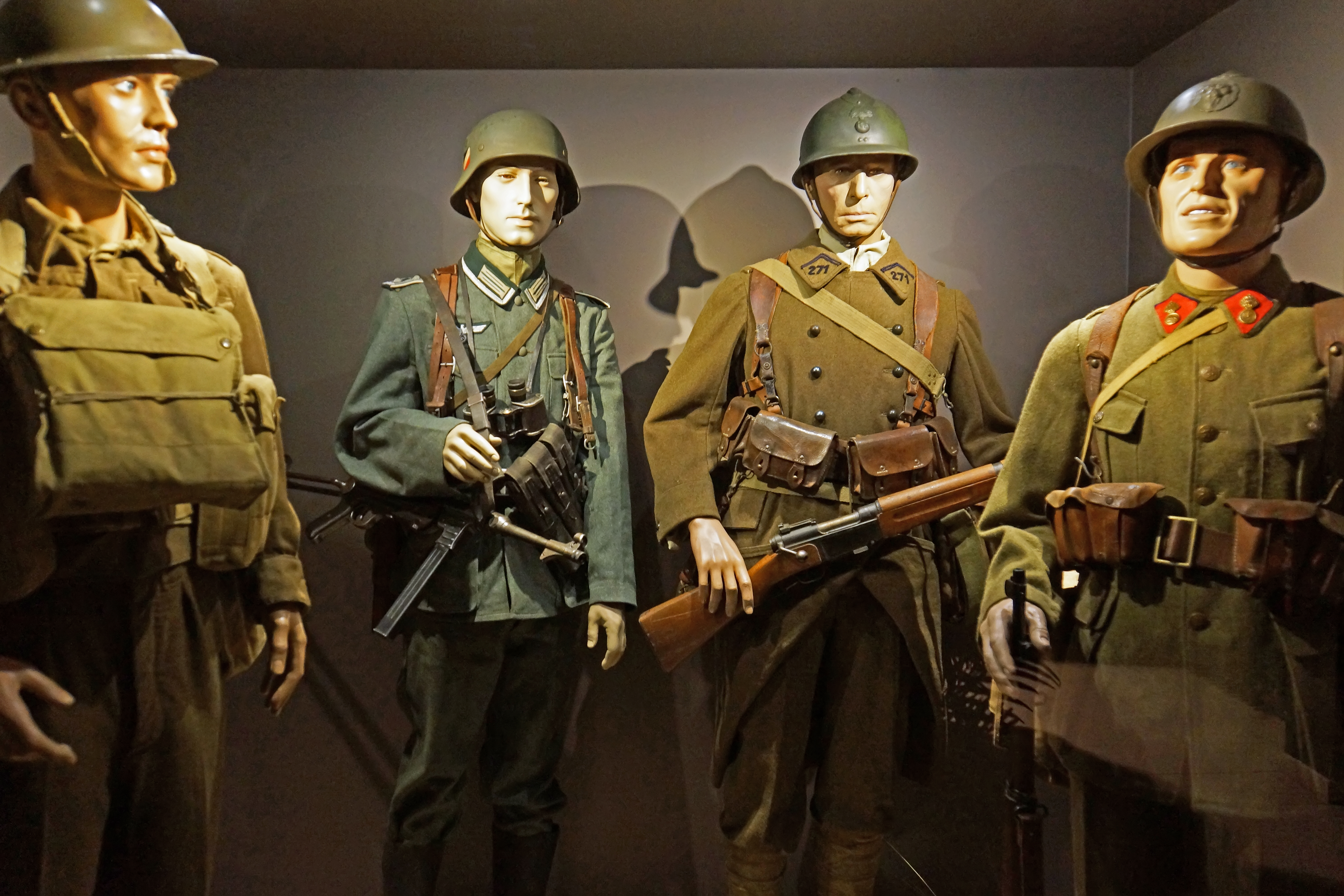
Бойова форма бельгійських, британських, французьких та німецьких солдатів під час Другої світової війни
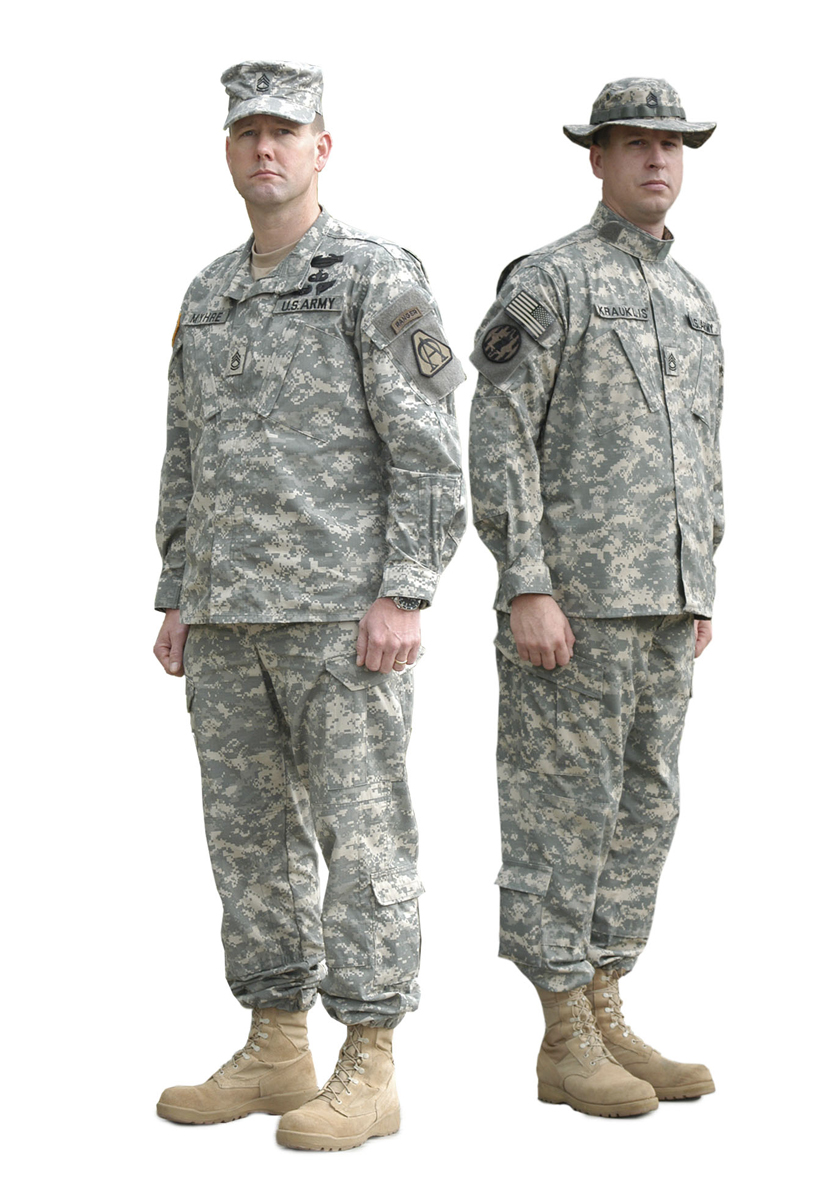
Сержанти першого класу армії США в одностроях ABU, що використвовуються з початку XXI століття.
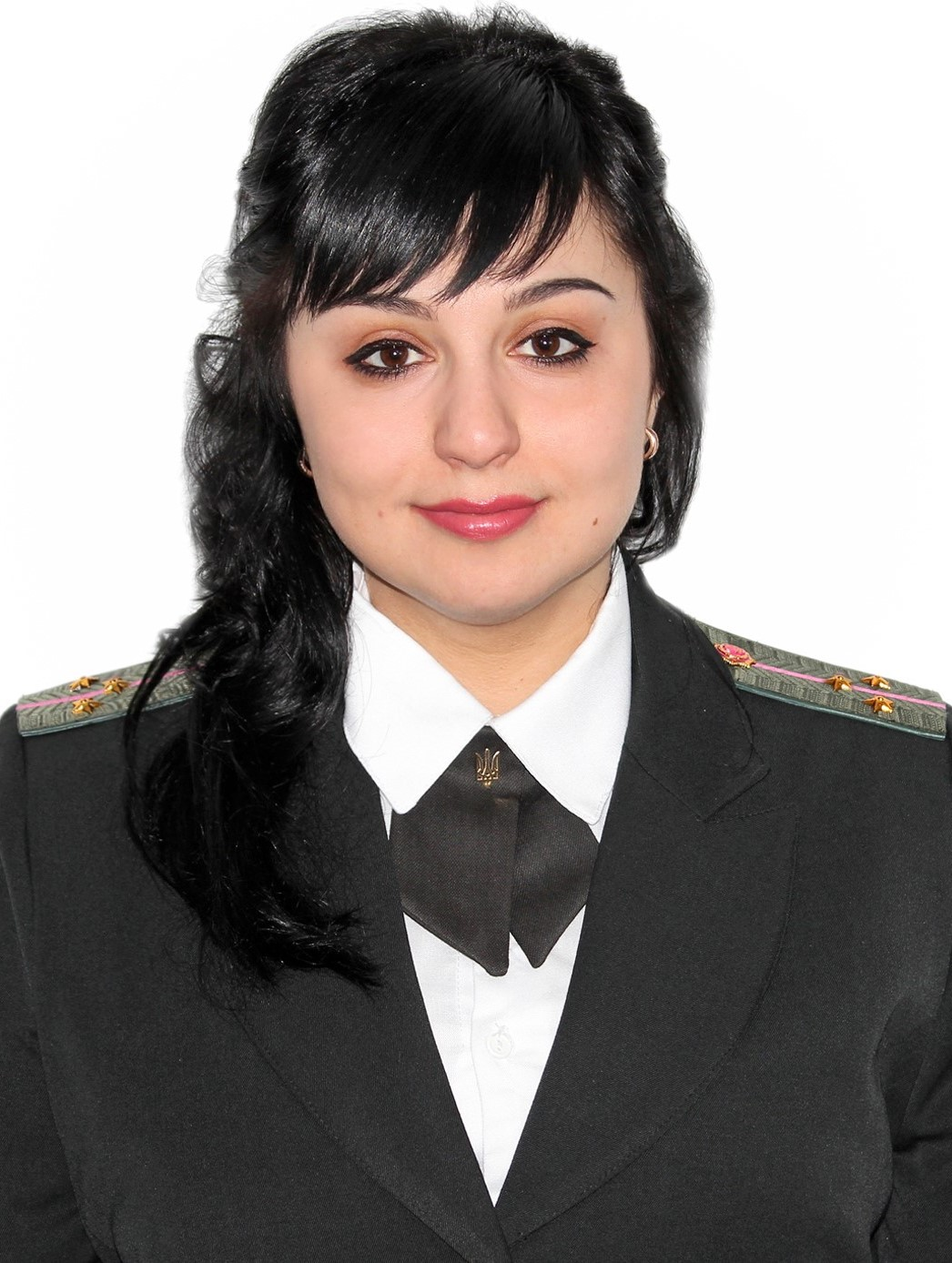
Старший лейтенант Державної кримінально-виконавчої служби України у парадно-вихідній формі, 2019